# Voltairine de Cleyre
Voltairine de Cleyre (Leslie, 17 novembre 1866 – Chicago, 20 giugno 1912) è stata un'anarchica, scrittrice e attivista femminista statunitense.

## Biografia
Nacque nella cittadina di Leslie, nello Stato del Michigan, ed ebbe il nome di Voltairine dal padre Hector de Clayre, un artigiano emigrato dalla Francia che ammirava in Voltaire lo spirito corrosivo e anticlericale.
Anche dal ramo di sua madre, americana di ascendenze puritane, de Clayre ebbe progenitori non conformisti: suo nonno si era battuto per l'abolizione della schiavitù militando nella Underground Railroad, un'organizzazione illegale che favoriva la fuga degli schiavi aiutandoli a espatriare in Canada.
La famiglia era poverissima, bastando appena i magri guadagni del padre, arrotondati dai lavori di cucito della madre, l'americana Harriet Billings. Nel 1880, quando i genitori si separarono, Voltairine fu mandata a studiare nella scuola del convento delle suore di Sarnia in Ontario. L'apparente contraddizione con le convinzioni paterne si spiega probabilmente con il fatto che l'istruzione e il convitto erano impartiti gratuitamente dalle suore, che speravano di allevare una futura conversa.
Ma non fu così: in convento «fu come stare nella valle dell'ombra della morte e rimase una bianca cicatrice nella mia anima, dove ignoranza e superstizione mi bruciarono con il loro fuoco d'inferno in quei giorni soffocanti». Cercò di fuggire dalla scuola, raggiungendo a nuoto Port Huron, nel Michigan e poi incamminandosi per 17 miglia verso casa, ma il padre la rimandò indietro. Tre anni dopo, Voltairine si diplomò con la medaglia d'oro e lasciò il convento.
Si avvicinò poi alle teorie dell'anarchismo individualista americano, leggendo Henry David Thoreau, e aderì al movimento dopo la rivolta di Haymarket.
Dall'individualismo passò poi al mutualismo e all'anarchismo senza aggettivi, dedicandosi all'insegnamento e alla scrittura. Ebbe un figlio nel 1890 dal pensatore James B. Elliot.

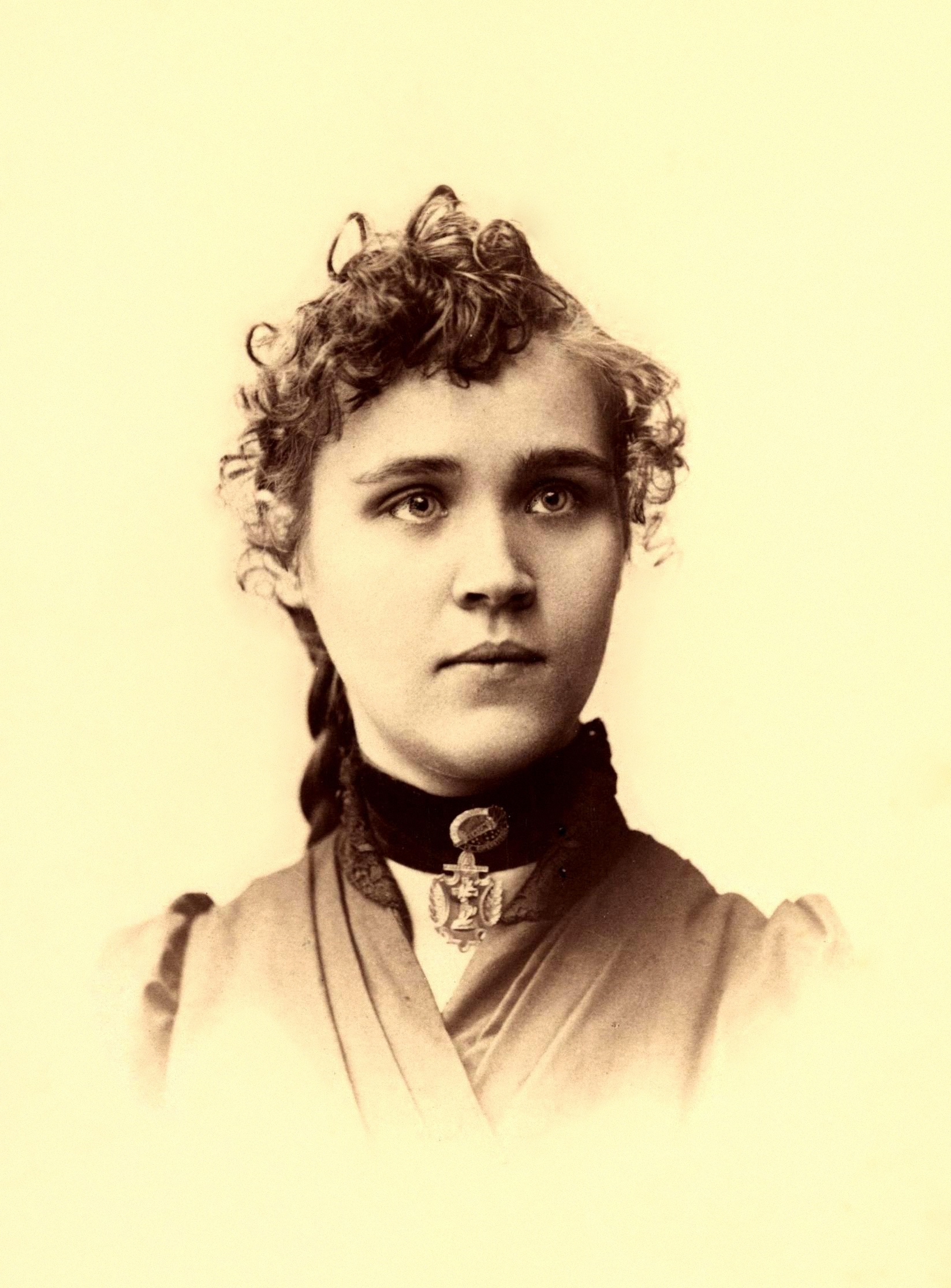
Voltairine de Cleyre, Philadelphia, Natale 1891

Durante la sua vita fu tormentata dalla malattia e dalla depressione, tentando il suicidio in almeno due occasioni; sopravvisse anche a un attentato il 19 dicembre 1902. Il suo aggressore, Herman Helcher, era un ex alunno che era stato precedentemente reso folle da una febbre, e che lei subito perdonò spiegando che «sarebbe un oltraggio alla civiltà se fosse mandato in prigione per un atto che era il prodotto di un cervello malato». L'attentato le lasciò problemi a un orecchio e un'infezione alla gola.
Durante la primavera del 1911 sostenne la rivoluzione messicana, e in particolare le attività dell'anarchico Ricardo Flores Magón. La sua ultima poesia è stata dedicata agli attivisti messicani.

### Morte e sepoltura
Voltairine de Cleyre morì a 46 anni il 20 giugno 1912, al St. Mary of Nazareth Hospital di Chicago, Illinois, a causa di una meningite settica. È sepolta vicino a Emma Goldman e altri anarchici al Waldheim Cemetery (ora Forest Home Cemetery), nel Forest Park, un sobborgo a ovest di Chicago.

## Opere
- The Drama of the Nineteenth Century, 1889
- In Defense of Emma Goldmann [sic] and the Right of Expropriation, 1894
- The Past and Future of the Ladies' Liberal League, 1895
- The Gods And The People, 1898
- The Worm Turns, 1900
- Det Anarkistiske Ideal, 1903
- Crime and Punishment, 1903
- McKinley's Assassination from the Anarchist Standpoint, 1907
- Anarchism and American Traditions, 1909
- The Dominant Idea, 1910
- Direct Action, 1912
- Lorenzo Molfese (a cura di), Voltairine de Cleyre. Una poetessa ribelle. Saggi, lettere, racconti e poesie, Viterbo, Stampa Alternativa, 2018